# Warum ist das Licht gegeben dem Mühseligen? (op. 74 n°1)
Warum ist das Licht gegeben dem Mühseligen? (Pourquoi la lumière est-elle donnée aux misérables ?) op. 74 no 1 est un motet pour chœur mixte a cappella de Johannes Brahms, composé en 1877 lors des vacances d'été de Brahms à Pörtschach, où il a composé à la même époque sa deuxième symphonie. Cette œuvre marque le retour de Brahms à la composition de motets, à laquelle il s'était déjà essayé au début des années 1860 avec les deux motets, op. 29, et le motet op. 74 no 2 O Heiland, reiß die Himmel auf, composé en 1863, même s'il n'a été publié qu'en 1879 avec le no 1.
Ce motet est considéré comme un chef-d'œuvre de la musique chorale a cappella, et une de œuvres de Brahms les plus remarquables de ce genre, parfois qualifiée de « Petit Requiem allemand ». Brahms essaye de renouer avec la tradition allemande du motet funèbre (Trauermusik), et notamment ceux de Jean-Sébastien Bach, comme le suggère la dédicace de ce motet à Philipp Spitta biographe et éditeur de Bach.
Le motet est axé sur la question de Job, personnage de la Bible héros du Livre de Job : Warum? (« Pourquoi ? ») la lumière (la vie) est-elle donnée par Dieu aux déshérités et aux misérables, qui n'auront jamais d'autre espoir et issue que la mort ? Brahms lui-même s'identifie à ce personnage, qui est un symbole au XIXe siècle de l'artiste solitaire et maudit, à une époque où la mélancolie commence à le gagner et va l'accompagner jusqu'à la fin de sa vie.

## Texte et musique
La musique de ce motet est issue d'une œuvre de jeunesse de 1856, la Missa Canonica, qui est probablement sa toute première œuvre chorale. À cette époque, le jeune Brahms découvrait les œuvres de musique ancienne dans la bibliothèque de Schumann chez qui il s'était installé en 1854, et se passionnait pour la technique du contrepoint de la Renaissance. Il s'est alors essayé à la maîtrise de cette technique en composant cette messe, jamais achevée et publiée de son vivant,.
Brahms n'a jamais oublié cette messe et l'a même travaillé sporadiquement jusqu'en 1862. Il décide finalement d'en recycler la musique pour ce motet, en lui adaptant un nouveau texte et en lui donnant une unité tonale et de style.
| Missa canonica   | Opus 74 no 1   | Différences |
| ---------------- | -------------- | --- |
| Agnus Dei        | Mouvement 1    | Étendu avec plus de contraste et de variations. Tonalité changée pour être identique à celle du choral final (ré mineur). |
| Benedictus       | Mouvement 2    | Fin modifiée. Tonalité inchangée.                                                                                         |
| Dona nobis pacem | Mouvement 3    | Texture retravaillée et éléments ajoutés. Retour de la musique du mouvement 2 abrégée. Tonalité inchangée.                |
| Kyrie (orgue)    | (Non utilisés) | |
| Sanctus          | (Non utilisés) | |
| Hosanna          | (Non utilisés) | |

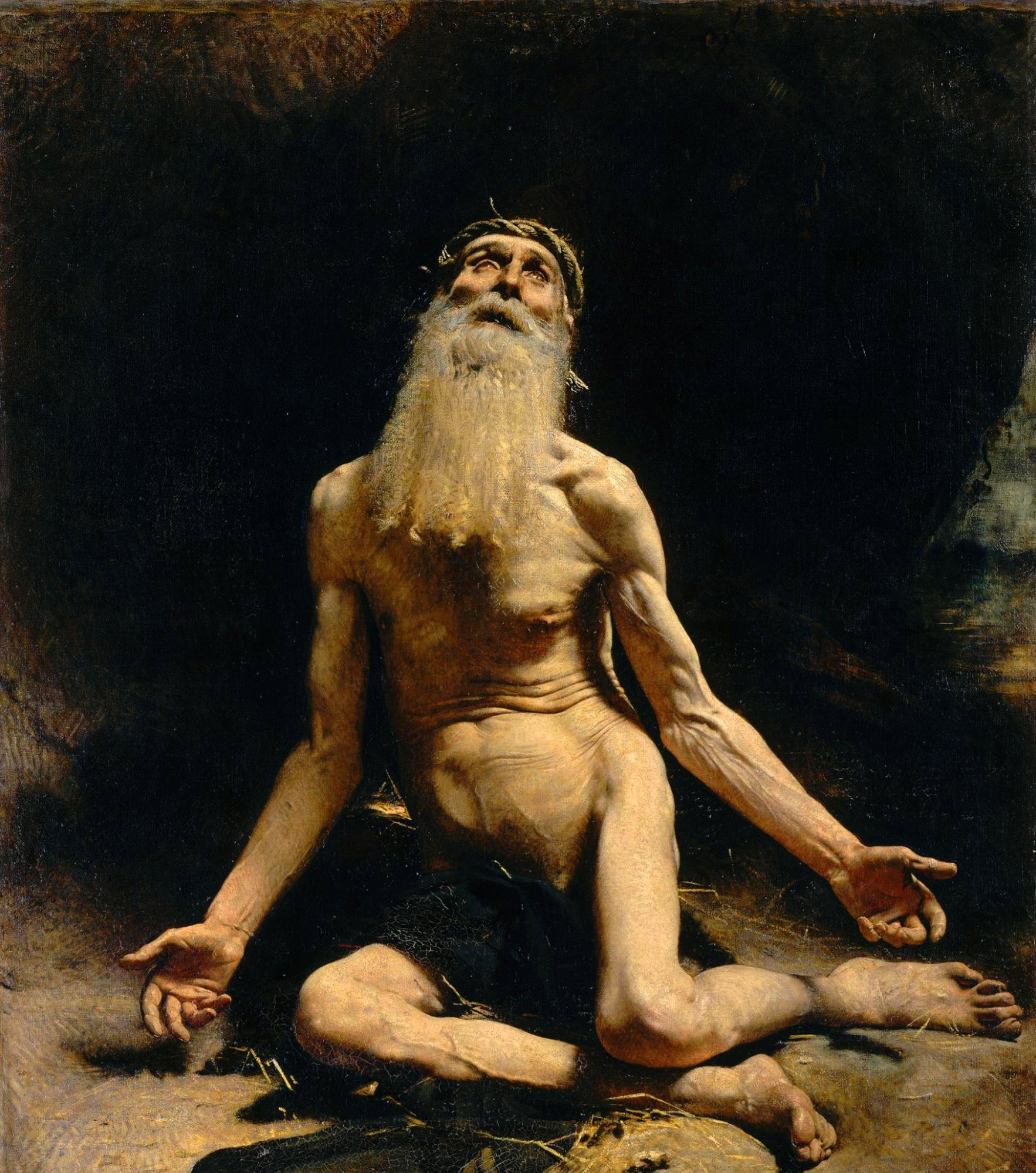
Job, dont les souffrances et les interrogations sont au centre du motet.
Léon Bonnat (1880).

Le texte du motet est une sélection très personnelle de Brahms de textes bibliques, de l'ancien et du nouveau testament, mais évitant les messages trop théologiques ou chrétiens, Brahms voulant donner à ce motet une dimension plus œcuménique et universelle. Brahms avait déjà procédé à une telle sélection de textes bibliques, dans le même esprit universel, pour son Requiem allemand.
Chaque texte biblique est traité par un mouvement du motet, qui se termine par un choral à la manière des motets de Jean-Sébastien Bach : ce motet est un exemple où Brahms se réfère à l'histoire de la musique, non seulement pour les formes musicales de la renaissance mais aussi pour se placer dans une tradition culturelle.
Le premier mouvement repose sur un texte du Livre de Job (Jb 3,20-23) dans la traduction de Martin Luther, qui exprime les interrogations et le désespoir de Job, cruellement mis à l'épreuve avec la permission de Dieu, malgré l'intégrité et la droiture de sa conduite. Dans le passage choisi par Brahms, Job demande pourquoi la vie est donnée par Dieu aux déshérités, qui n'auront jamais d'autre espoir et issue que la mort.
Le deuxième mouvement tente de répondre à Job avec un texte des Lamentations de Jérémie (La 3,41) : une exhortation à se tourner inconditionnellement vers Dieu.
Le troisième mouvement célèbre la patience de Job avec un texte de l'Épître de Jacques (Jc 5,11) qui rappelle que Dieu finira par récompenser et consoler les justes.
Le quatrième et dernier mouvement reprend la transcription du Nunc dimittis par Martin Luther sous forme de choral : Mit Fried und Freud ich fahr dahin (« Je pars en paix et joie »). La mort, considérée par Job comme une délivrance pour mettre fin à son injustice, est perçue par Syméon comme une fin joyeuse et acceptée.

## Circonstances de la composition

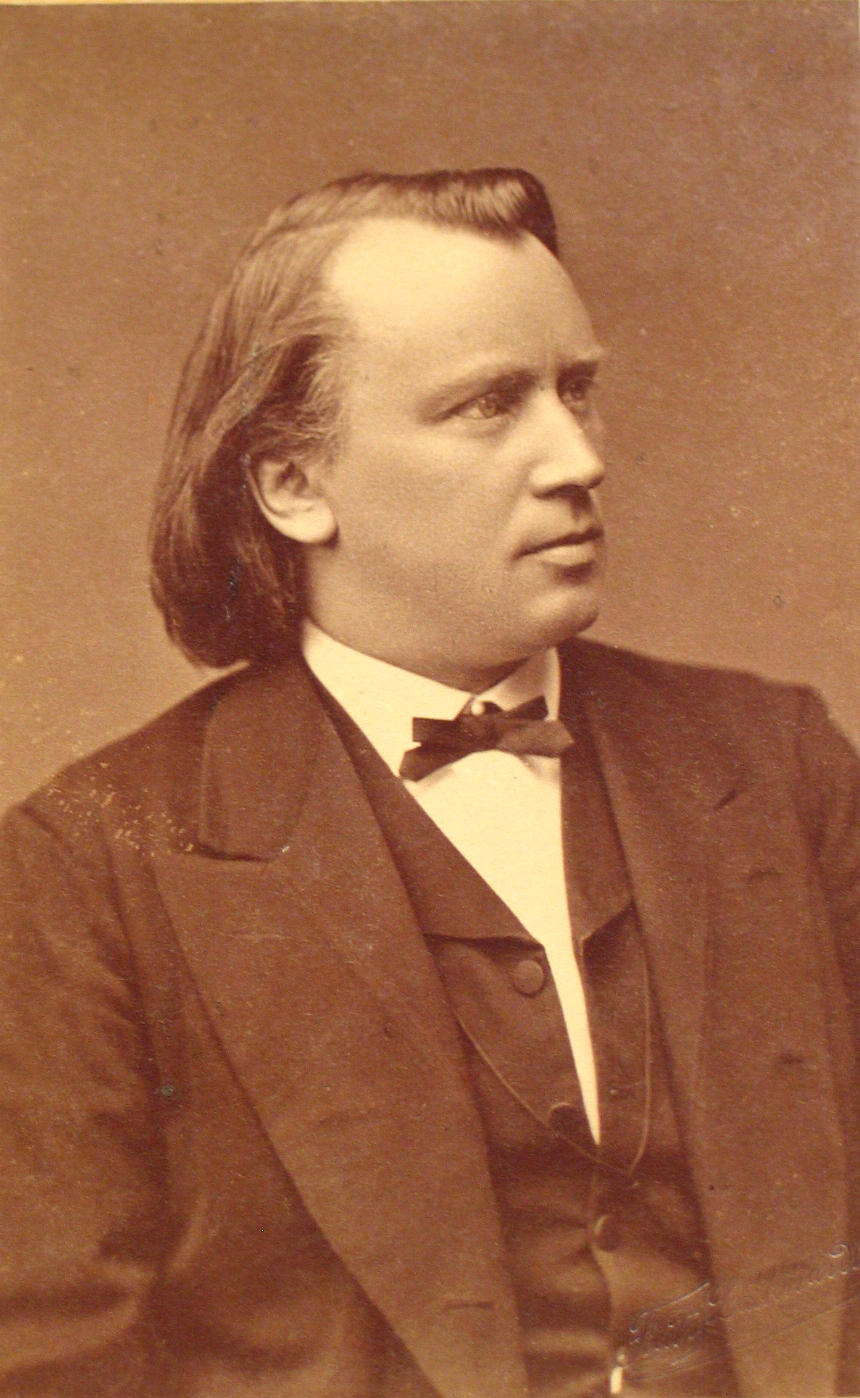
Brahms vers 1876 (43 ans)

Brahms compose ce motet alors qu'il est dans une période très productive, lors de ses longues vacances à Pörtschach am Wörthersee en Autriche, pendant l'été 1877. Il y compose aussi deux œuvres majeures : sa deuxième symphonie en 1876 ainsi que son concerto pour violon.
Même si ces deux œuvres reflètent un certain optimisme et une grande confiance en soi (Brahms compose sa deuxième symphonie en quelques mois, alors qu'il a mis plus de dix ans à produire sa première symphonie), Brahms a semblé ressentir le besoin de contrebalancer cet optimisme par une œuvre au climat plus sombre. Dans une lettre au compositeur Vinzenz Lachner, où celui-ci s'étonne du climat angoissant des trombones et timbales au début de cette symphonie par ailleurs brillante et bucolique, Brahms évoque un lien entre la symphonie et le motet :

« Je dois avouer que je suis, d'ailleurs, une personne profondément mélancolique, mélancolie dont les ailes noires s'étendent toujours au-dessus de nous. Ce n'est peut-être pas complètement par hasard qu'après mon travail sur cette symphonie il s'est ensuivi un petit essai sur le grand « Pourquoi ». Si vous n'êtes pas familier avec lui (le motet), je vous le ferait parvenir. Il jette les ombres nécessaires sur l'éclat de cette symphonie et peut-être explique ces trombones et timbales. »

Pour Benner-McKenna, ce motet représente un tournant dans l'approche de Brahms des textes bibliques, qui étaient utilisés de manière optimiste dans le Requiem allemand op. 45, ou le Triumphlied op. 55, et source de pessimisme dans ce motet. Cela marque le début d'une climat plus sombre dans la vie de Brahms, qui va hanter les deux dernières décennies de sa vie.

## Inscription dans une tradition culturelle
Dans un article, Adolf Nowak énumère les caractéristiques de la Trauermusik (« musique funèbre ») traditionnelle allemande, ainsi que des œuvres caractéristiques de ce genre : Musikalische Exequien de Heinrich Schütz, la cantate Actus Tragicus et le motet Jesu, meine Freude de Jean-Sébastien Bach, et les Funeral Anthem for Queen Caroline de Haendel. Les caractéristiques sont les suivantes :
- Passages bibliques traitant de la mort et de la résurrection.
- Citation de choral mortuaire.
- Utilisation d'un style musical ancien (stile antico).
- Symétrie dans la structure de la musique, ce que Nowak considère comme le critère le plus important.

Selon Beller-McKenna, Warum ist das Licht répond à ces critères, et il note une proximité entre ce motet et la cantate Actus Tragicus de Bach, qui utilise d'ailleurs aussi le choral Mit Fried und Freud ich fahr dahin et possède également une structure symétrique.
La structure du motet est en effet symétrique, à la fois en ce qui concerne la tonalité, la mesure et le nombre de voix, si on considère que le troisième mouvement se compose de deux parties distinctes :
| Mouvement | Mouvement  | Mouvement | Tonalité          | Mesure | Voix | Mesures |
| --------- | ---------- | --------- | ----------------- | ------ | ---- | ------- |
| 1         | Jb 3,20-23 |           | Ré mineur         | 4/4    | 4    | 1-84    |
| 2         | La 3,41    |           | Fa majeur (canon) | 6/4    | 6    | 85-103  |
| 3         | Jc 5,11    | a         | Do majeur         | 4/4    | 6    | 104-117 |
| 3         | Jc 5,11    | b         | Fa majeur (canon) | 6/4    | 6    | 118-135 |
| 4         | Choral     |           | Ré mineur         | 4/4    | 4    | 135-147 |

La tonalité de l’Agnus Dei de la Missa Canonica ayant été changée pour correspondre à celle du choral, cette symétrie est sans aucun doute volontaire.
L'utilisation d'un choral à la fin du motet, harmonisé par Brahms d'une manière proche de celle de Jean-Sébastien Bach, est un autre ancrage fort dans la tradition musicale, et un hommage manifeste à Bach. Philipp Spitta, célèbre biographe de Bach à qui Brahms a dédié ce motet, a commenté cet aspect dans une critique de cette œuvre :
« 
L'inclusion du choral "Mit Fried und Freud ich fahr dahin" à la fin de ce magnifique motet est le seul hommage à Bach qui n'est pas enraciné dans le concept de l’œuvre elle-même. Un choral, utilisé comme un élément étranger dans une œuvre originale, ne peut être compris que comme un symbole de la congrégation protestante. Bach pouvait le faire car son œuvre appartenait à la liturgie; pour le motet de Brahms, la signification n'est pas la même. Il sait cela certainement aussi bien que nous-même. Par conséquent, j'appelle ce qu'il a fait : un hommage.
 »
— Philipp Spitta, "Johannes Brahms," in Zur Musik (Berlin, 1892), pp. 411

## L’œuvre

### Mouvement 1
Langsam und ausdrucksvoll (Lentement et avec expressivité).
| Source     | Texte allemand | Texte français | Effectif |
| ---------- | --- | --- | -------- |
| Jb 3,20-23 | Warum ist das Licht gegeben dem Mühseligen, und das Leben den betrübten Herzen, [Warum?, Warum?] Die des Todes warten und kommt nicht, und grüben ihn wohl aus dem Verborgenen, Die sich fast freuen und sind fröhlich, daß sie das Grab bekommen, [Warum?, Warum?] Und dem Manne, deß Weg verborgen ist, und Gott vor ihm denselben bedecket? [Warum?, Warum?] | Pourquoi donner à un malheureux la lumière et la vie à ceux qui ont l'amertume au cœur, [Pourquoi ?, Pourquoi ?] qui espèrent la mort sans qu'elle vienne, et fouillent à sa recherche plus que pour un trésor ?, qui seraient transportés de joie, et saisis d’allégresse, s’ils trouvaient le tombeau ? [Pourquoi ?, Pourquoi ?] [Pourquoi ce don] à l'homme qui ne voit plus sa route, sur laquelle Dieu dresse des herses ? [Pourquoi ?, Pourquoi ?] | SATB     |

Cette section représente à elle seule à peu près la moitié du motet. Sa forme musicale est un exemple d'illustration du sens de doute et de recherche du texte, pour lequel ce motet est souvent cité. Le mouvement est constitué de trois parties différentes, chacune ponctuée par un double "Warum ?" angoissé.
La première partie est une fugue très chromatique, accomplissant une fusion de l'esthétique romantique à celle de la musique ancienne. Une de ses particularités est que les mélodies principales sont toujours laissée non résolues d'une manière ou d'une autre. La fugue progresse en une spirale sans fin de quintes, qui ne retourne jamais dans la tonalité originelle de ré mineur. Pendant que cette structure se déroule, Brahms introduit à presque chaque fin de mesure une sorte ou une autre de dissonance, accentuant l'atmosphère générale de doute et d'irrésolution.
La partie du milieu tend vers un mode majeur pour suggérer un sentiment de contentement lors du passage « qui seraient transportés de joie, et saisis d’allégresse, s’ils trouvaient le tombeau ? ».

### Mouvement 2
Wenig bewegter (Un peu plus vite)
| Source  | Texte allemand                                                    | Texte français                                                               | Effectif |
| ------- | ----------------------------------------------------------------- | ---------------------------------------------------------------------------- | -------- |
| La 3,41 | Lasset uns unser Herz samt den Händen aufheben zu Gott im Himmel. | Laisse nous élever notre cœur et nos mains vers le Seigneur qui est au ciel. | SSATBB   |

Contrairement au remaniement profond de la première partie, Brahms a laissé quasiment inchangée la musique du Benedictus de la Missa Canonica pour cette section. Brahms a seulement ajouté à la fin une codetta de huit mesures.

### Mouvement 3
Langsam und sanft (Lentement et paisiblement) -- Im vorigen Zeitmaß (Dans le tempo originel)
| Source  | Texte allemand | Texte français | Effectif |
| ------- | --- | --- | -------- |
| Jc 5,11 | Siehe, wir preisen selig, die erduldet haben. Die Geduld Hiob habt ihr gehöret, und das Ende des Herrn habt ihr gesehen; denn der Herr ist barmherzig, und ein Erbarmer. | Voici, nous disons bienheureux ceux qui ont souffert patiemment. Vous avez entendu parler de la patience de Job, et vous avez vu la fin que le Seigneur lui accorda, car le Seigneur est plein de miséricorde et de compassion. | SSATBB   |

### Mouvement 4
Adagio
| Source                  | Texte allemand | Texte français | Effectif |
| ----------------------- | --- | --- | -------- |
| Nunc Dimittis luthérien | Mit Fried und Freud ich fahr dahin, in Gottes Willen, getrost ist mir mein Herz und Sinn, sanft und stille. Wie Gott mir verheissen hat: der Tod ist mir Schlaf worden. | En paix et en joie je voyage en ce lieu, selon la volonté de Dieu, mon cœur et mon âme sont réconfortés, dans la douceur et dans le calme. Comme Dieu me l'a promis, la mort vient à moi comme un sommeil. | SATB     |

Ce choral est considéré comme la réponse qu'apporte Brahms à la question de Job du premier mouvement, sa réponse au "Warum", auquel il est symétriquement associé. D'une part, d'un point de vue symbolique, la forme même de choral impose à son message l'autorité de la tradition culturelle à l'auditeur du XIXe siècle, ainsi que l'autorité de Bach. D'autre part, la forme musicale homophonique et affirmative du choral répond à la forme fuguée, tourmentée et chromatique du premier mouvement, et lui apporte musicalement une résolution. Dans l’œuvre de Bach, le choral est un commentaire religieux sur le motet qui précède. Dans ce motet, le choral n'est pas un commentaire religieux, mais il fait partie intégrante du motet : c'est le sujet même, pas une réflexion sur le sujet. C'est une autre manière pour Brahms de s'affranchir de l'aspect liturgique et religieux du choral et donner à son motet un sens plus universel.
Brahms semble même pousser le sens de récapitulation et de conclusion de ce choral au point de lui donner une structure harmonique similaire à celle du motet entier. En effet, chaque segment du choral possède une tonalité propre, et récapitulent les tonalités du motet (à l'exception d'une section en la mineur) :
| Mouvement 1. Ré mineur. | Mouvement 2. Fa majeur. | Mouvement 3a. Do majeur. | Mouvement 3b. Fa majeur. | Mouvement 4 Ré mineur. |

| mes. 135-137 Mit Fried.. Ré mineur. | mes. 137-139 in Gottes.. Fa majeur. | (mes. 139-143) getrost ist.. (La mineur). | mes. 143-145 sanft und stille Do majeur. | mes. 145-147 Wie Gott mir.. Fa majeur. | mes 147-Fin der Tod ist.. Ré mineur. |